# Археографическая комиссия Центрального архивного управления УССР
Археографи́ческая коми́ссия Центра́льного архи́вного управле́ния УССР (АК ЦАУ) — научное учреждение, созданное при Центральном архивном управлении УССР в 1928 году.

## Общие сведения
Археографическая комиссия Центрального архивного управления УССР была создана в конце 1928 года для научно-методического руководства архивами и издания архивных документов по истории революционного движения, Октябрьской революции и гражданской войны на Украине в 1917—1921 годах. В период 1931—1934 годов постепенно прекратила свою деятельность из-за проходивших в СССР политических репрессий.

## Организационная структура
Археографическая комиссия располагалась в Харькове, имела филиал в Киеве и научные центры в Одессе и Житомире.
Организатором и первым руководителем АК ЦАУ стал Михаил Рубач, одновременно заведовавший в то время Центральным архивным управлением УССР. Первым учёным секретарём был назначен Николай Горбань.
Комиссия состояла из трёх секций. Это секции архивоведения (руководитель В. Веретенников, учёный секретарь П. Билык), издания источников по социально-экономической истории Украины (рук. Г. Карпенко, учёный секретарь Н. Горбань) и издания историко-революционных памятников (руководитель М . Рубач, учёный секретарь М. Васильева). Кроме того, для выполнения отдельных задач образовывались дополнительные подкомиссии.
В разное время в АК ЦАУ работало более 50 учёных, в том числе Д. Багалей, В. Барвинский, П. Клименко, И. Кравченко, А. Оглоблин, В. Романовский.

## Научные результаты
По результатам деятельности АК ЦАУ было выпущено 12 изданий. Среди прочего 2 справочники, 9 сборников документов, в частности «Архив Запорожской Сечи: Описание материалов» (Киев, 1931), «Резолюции Всеукраинских съездов Советов рабочих, крестьянских и красноармейских депутатов (от I до XIII съезда Советов)» (Харьков, 1932), «III Всеукраинский съезд Советов (6-10 марта 1919): Стенографический отчет» (Харьков, 1932), «Восстание крестьян в селе Турбаях (1789—1793 годы): материалы к истории крестьянских восстаний на Украине» (Харьков, 1932) и 8 номеров журнала «Архив Советской Украины».